# Повратак у ринг
Повратак у ринг (енгл. Grudge Match) америчка је спортска комедија из 2013. године у режији Питера Сегала. Силвестер Сталоне и Роберт де Ниро глуме остареле боксере који улазе у ринг за последњи меч. Сталоне и Де Ниро су претходно радили на успешним филмовима о боксу (Роки и Разјарени бик), а потом и заједно на филму Земља полицајаца.
Приказан је 25. децембра 2013. године у САД, односно 30. јануара 2014. године у Србији. Упркос углавном негативним рецензијама критичара, зарадио је преко 44 милиона долара широм света.

## Радња
Два локална борца из Питсбурга постала су национално позната по свом ривалству. Два пута супротстављени, свака борба резултирала је другим победником. Тридесет година касније, бокс промотер нуди им понуду коју не могу одбити: да поновно уђу у ринг и изравнају рачуне.

## Улоге
| Глумац            | Улога             |
| ----------------- | ----------------- |
| Силвестер Сталоне | Хенри Шарп        |
| Роберт де Ниро    | Били Макдонен     |
| Кевин Харт        | Данте Слејт Млађи |
| Алан Аркин        | Луј Конлон        |
| Ким Бејсингер     | Сали Роуз         |
| Џон Бернтал       | Б. Џ.             |
|                   | Френки Брајт      |
| Ентони Андерсон   | Шмиргла           |
| Џои Дијаз         | Мајки             |
| Камден Греј       | Треј              |